# Джеллис, Роберта
Робе́рта Дже́ллис (англ. Roberta Gellis, полное имя — Робе́рта Ли Дже́йкобс Дже́ллис (англ. Roberta Leah Jacobs Gellis); род. 27 сентября 1927, Бруклин, Нью-Йорк, США — 6 мая 2016 года) — американская писательница, работающая в жанрах исторического любовного романа, исторического фэнтези и научной фантастики.

## Биография
Роберта Джеллис родилась 27 сентября 1927 года в Бруклине в Нью-Йорке, в США. Её мать была учёным-химиком. Роберта Джеллис окончила Политехнический институт Нью-Йоркского университета, получив степень магистра по химии и микробиологии. Работала в лабораториях Гудзона в качестве микробиолога.
Впоследствии Роберта Джеллис поступила на работу в издательства в качестве внештатного редактора научных рукописей и начала писать книги. Первый роман опубликовала в 1964 году, а с 1969 года полностью посвятила себя писательской деятельности.
Роберта Джеллис имеет степень бакалавра по средневековой литературе. Творчество писательницы отмечено многими литературными премиями, в том числе премиями журнала «Romantic Times». Роберта Джеллис состоит в нескольких писательских организациях, в том числе в Американской ассоциации писателей-фантастов.
Роберта Джеллис замужем более 60 лет. Проживает с мужем Чарльзом в городе Лафайет в штате Индиана. У пары есть сын Марк и внучка Элизабет. Роберта Джеллис с мужем очень любят собак: в разные годы в их семье жили собаки пород лейкленд-терьер, вельш-терьер, шотландский терьер.

### Исторические любовные романы
Серия «Хроники Роузлинда» (The Roselynde Chronicles):
1. «Роузлинд» («Хмельная мечта») (Roselynde, 1978)
2. «Коварный заговор» (Alinor, 1978)
3. «Нежный плен» (Joanna, 1978)
4. «Каштановый омут» (Gilliane, 1979)
5. «Вересковый рай» (Rhiannon, 1982)
6. «Сладкая месть» (Sybelle, 1983)
7. Desiree (2005, не опубликован на русском языке)

Серия «Средневековье» (The Coming Of Henry II):
1. «Кровные узы» (Bond of Blood, 1965)
2. «Рыцарская честь» (Knight’s Honor, 1964)
3. «Меч и лебедь» (The Sword and the Swan, 1977)

Серия «История Джернейва» (Tales of Jernaeve):
1. «Гобелены грёз» (A Tapestry of Dreams, 1985)
2. «Зимние костры» («Пламя зимы») (Fires of Winter, 1987)

Серия «Песня» (The Royal Dynasty Series):
1. «Песнь сирены» (Siren Song, 1980)
2. Winter Song (1984, не опубликован на русском языке)
3. Fire Song (1984, не опубликован на русском языке)
4. «Серебряное зеркало» (A Silver Mirror, 1989)

Серия «Наследница» (Heiress) («Наполеоновская эра») (Napoleonic Era):
1. «Английская наследница» (The English Heiress, 1980)
2. The Cornish Heiress (1981, не опубликован на русском языке)
3. The Kent Heiress (1982, не опубликован на русском языке)
4. Fortune’s Bride (1983, не опубликован на русском языке)
5. A Woman’s Estate (1984, не опубликован на русском языке)

Внесерийные романы:
- «Дракон и роза» (The Dragon and the Rose, 1977)
- «Канатная плясунья» (The Rope Dancer, 1986)
- Sing Witch, Sing Death (1975, не опубликован на русском языке)
- Masques of Gold (1988, не опубликован на русском языке)
- A Delicate Balance (1993, не опубликован на русском языке)
- Lucrezia Borgia and the Mother of Poisons (2003, не опубликован на русском языке)
- Overstar’s Mail: Imperial Challenge (2004, не опубликован на русском языке)

### Фэнтези и научная фантастика
Серия «Греческая мифология» (Greek Mythology):
1. Dazzling Brightness (1994, не опубликован на русском языке)
2. Shimmering Splendor (1995, не опубликован на русском языке)
3. Enchanted Fire (1996, не опубликован на русском языке)
4. «Бык из моря» (Bull God, 2000)
5. Thrice Bound (2001, не опубликован на русском языке)

Внесерийные романы (не опубликованы на русском языке)
- Offworld
- The Space Guardian
- Irish Magic (contributor)
- Irish Magic II (contributor)
- Overstars Mail
- This Scepter’d Isle
- Ill Met By Moonlight
- By Slanderous Tongues
- And Less Than Kind

### Исторический детектив
Серия «Magdalene la Batarde» (не опубликованы на русском языке):
1. A Mortal Bane (1999)
2. A Personal Devil (2001)
3. Bone of Contention (2002)
4. Chains of Folly (2006)

## Награды
Роберта Джеллис — обладательница многочисленных премий, в том числе:
- Золотая (Gold Medal Porgy) и серебряная (Silver Medal Porgy) медали Порги за исторические романы от «West Coast Review of Books»
- Золотая грамота и Золотое перо от «Affaire de Coeur»
- Премия «The Romantic Times» за лучший роман о Средневековье
- Премия за вклад в литературу в жанре исторической фэнтези и за вклад в литературу в жанре сентиментального романа от ассоциации «Romance Writers of America’s Lifetime Achievement Award»